# Hartaszen (Sjunik)
Hartaszen – wieś w Armenii, w prowincji Sjunik. W 2011 roku liczyła 717 mieszkańców.